# Sorocha martinezi
Sorocha martinezi är en skalbaggsart som beskrevs av Soula 2006. Sorocha martinezi ingår i släktet Sorocha och familjen Rutelidae. Inga underarter finns listade i Catalogue of Life.